# Европейски път E53
Европейски път Е53 е европейски автомобилен маршрут от категория А в Централна Европа, свързващ градовете Пилзен (Чехия) и Мюнхен (Германия).

## Маршрут
- Чехия

- 27 Пилзен – Клатови – Железна Руда (граница)

- Германия

- B11 Байериш Айзенщайн (граница) – Дегендорф
-  Дегендорф – Ландсхут – Фрайзинг – Мюнхен

Е53 е свързан със следните маршрути:
| - E49 - E50 - E56 | - E45 - E52 |